# Гравеллона-Точе
Гравеллона-Точе, Ґравеллона-Точе (італ. Gravellona Toce, п'єм. Gravelon-a) — муніципалітет в Італії, у регіоні П'ємонт, провінція Вербано-Кузіо-Оссола.
Гравеллона-Точе розташована на відстані близько 560 км на північний захід від Рима, 115 км на північний схід від Турина, 8 км на захід від Вербанії.
Населення — 7837 осіб (2014).

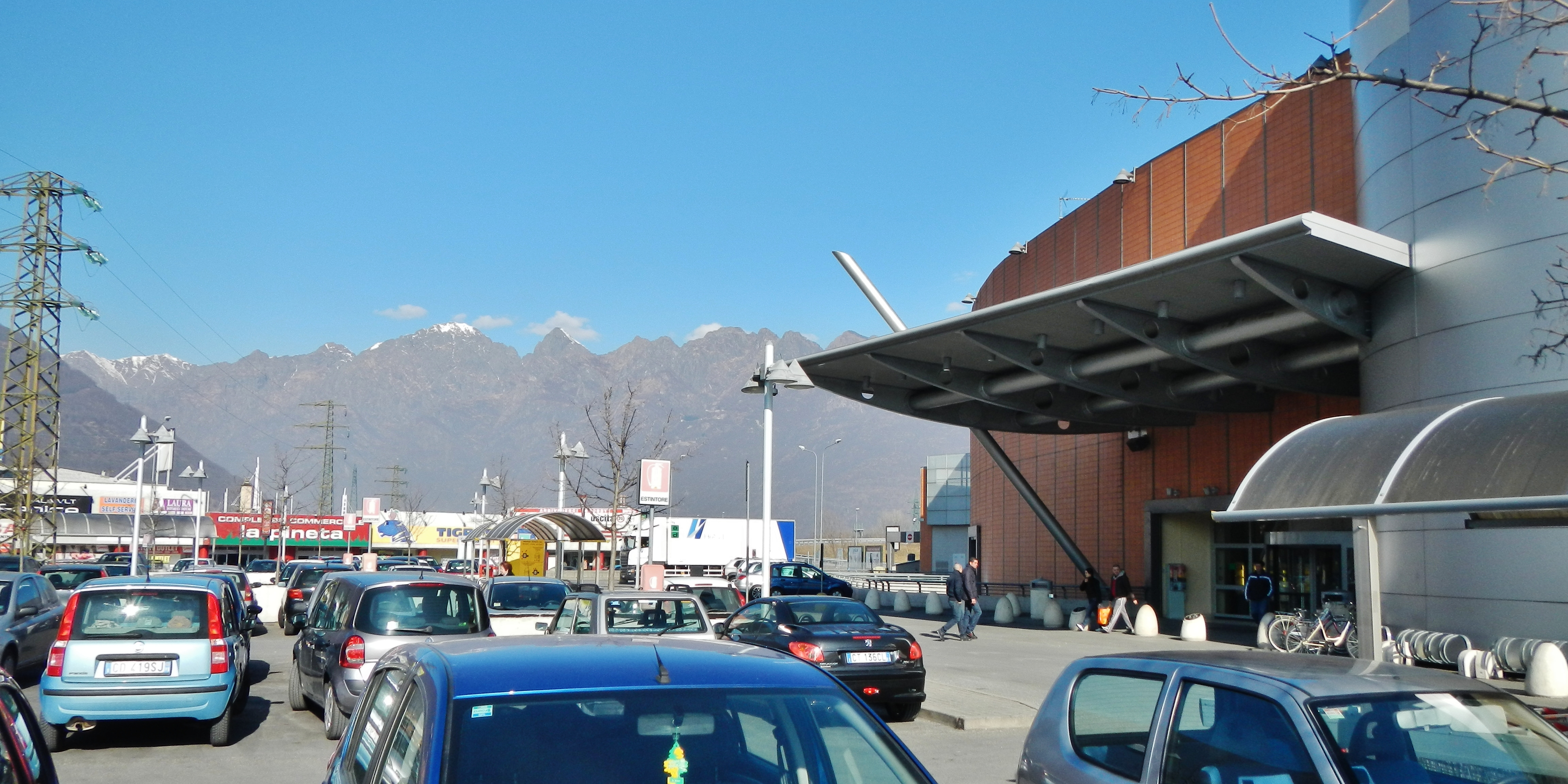
Супермаркает та торговий центр

Щорічний фестиваль відбувається 29 червня. Покровитель — святий Петро.

## Демографія
Населення за роками:

Станом на 1 січня 2023 року в муніципалітеті офіційно проживали 722 іноземці з 46 країн, серед них 119 громадян країн Євросоюзу та 100 громадян України.

## Сусідні муніципалітети
- Бавено
- Казале-Корте-Черро
- Мергоццо
- Оменья
- Орнавассо
- Стреза
- Вербанія